# Bridget Reweti
Bridget Reweti (1985) es una fotógrafa y videoartista de Nueva Zelanda. Es miembro del Colectivo Mata Aho.

## Trayectoria
Reweti es de ascendencia Ngāti Ranginui y Ngāi Te Rangi, y vive y trabaja en Wellington.
Tiene una Maestría en Artes Visuales Maoríes de Toioho ki Āpiti, Escuela de Estudios Maoríes de la Universidad Massey. También hizo un programa de Postgrado en Estudios de Museos y Patrimonio de la Universidad Victoria de Wellington.
Reweti trabaja con fotografía e imágenes en movimiento. Su obra explora y subvierte los paisajes icónicos de Nueva Zelanda y cuestiones de la realidad indígena contemporánea.
Ha realizado numerosas residencias en Nueva Zelanda y a nivel internacional, y su obra se conserva tanto en colecciones privadas como públicas. Fue artista residente en 2018 en la Samuel Marsden Collegiate School y becaria Frances Hogkins en 2020.
Es miembro del Colectivo Mata Aho, un proyecto de colaboración de cuatro mujeres artistas maoríes conocidas por sus instalaciones textiles a gran escala.
Además de exhibir sus obras de arte a nivel nacional e internacional, Reweti ha trabajado en Ngā Taonga Sound & Vision, el Museo de Arte Dowse y como encargada de Exposiciones en Pātaka Art + Museum. Rewati colabora con Matariki Williams en la edición de ATE Journal of Maori Art.

## Exposiciones
Ha expuesto en toda Nueva Zelanda y a nivel internacional. Entre sus exposiciones individuales cabe mencionar I thought I would have climbed more mountains by now, en Enjoy Gallery en 2015 y Plymouth Arts Centre del Reino Unido en 2016,Tauutuutu en Patata Art + Museum en 2016, e Irihanga en Tauranga Art Gallery en 2017.
Su proyecto en colaboración con Terri Te Tau, Ōtākaro, se presentó en The Physics Room en 2016.
Con el Colectivo Mata Aho, expuso Te Whare Pora en la Galería Enjoy como parte de una residencia de verano en 2013. En 2017, el Colectivo Mata Aho, representó a Nueva Zelanda en Documenta 14, donde presentaron Kiko Moana, una obra a gran escala realizada en lona azul que se instaló en el museo regional de Kassel. Fue la primera vez que se invitó a artistas de Nueva Zelanda a presentar su trabajo en el evento.

## Premios y reconocimientos
En 2024, durante la 60.ª Bienal de Venecia, fue reconocida junto con Terri Te Tau, Sarah Hudson y Erena Baker, con el León de Oro al mejor participante en la exposición internacional, como miembros del Colectivo Mata Aho, por su obra Takapau, una enorme instalación que «hace referencia a técnicas ancestrales y apunta a usos futuros de estas técnicas»; la misma que fue exhibida durante este evento.